# Radium
Radium (chemická značka Ra, latinsky Radium) je 6. z řady kovů alkalických zemin, silně radioaktivní prvek vznikající v rozpadových řadách uranu a thoria.

## Základní fyzikálně-chemické vlastnosti

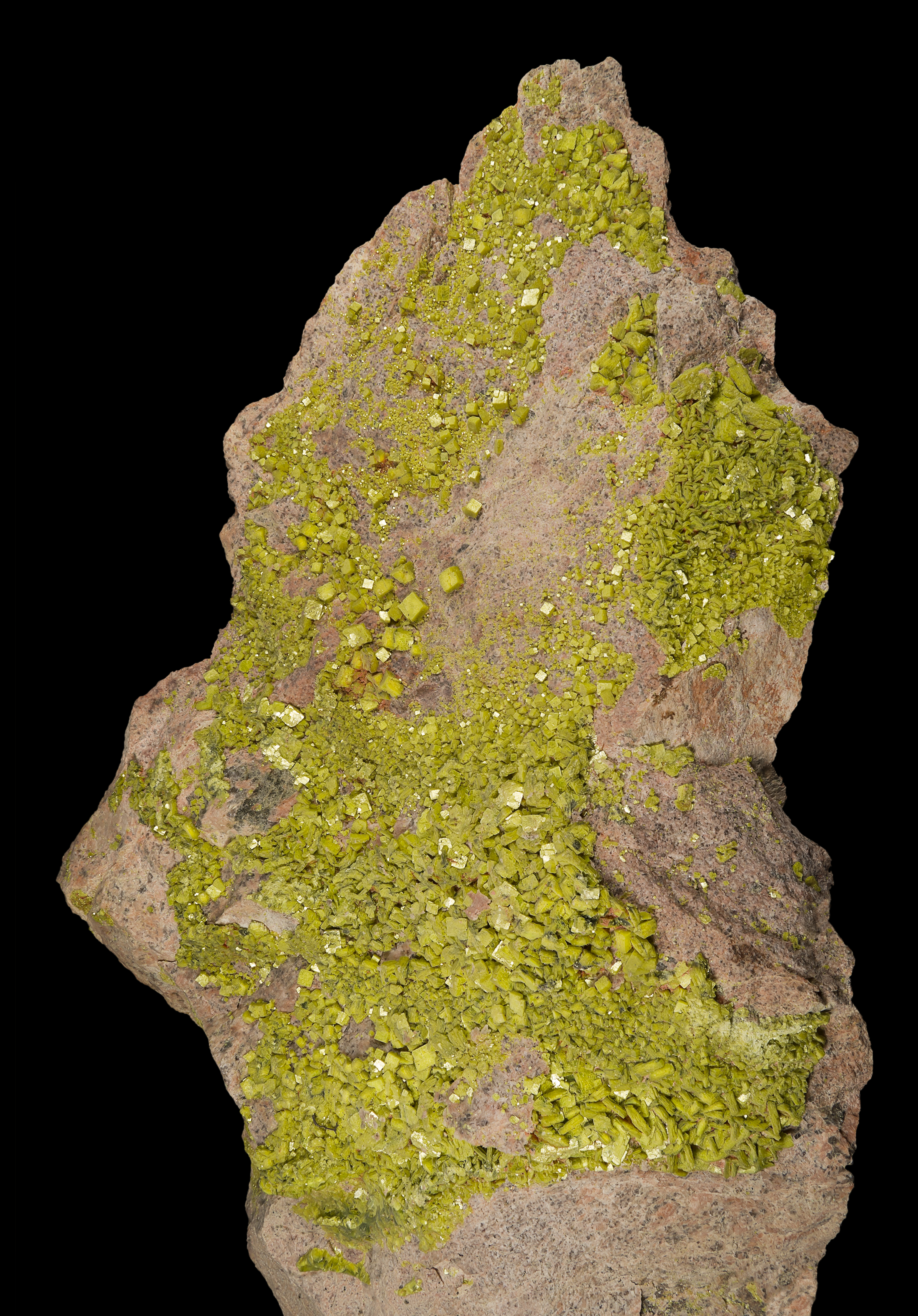
Autunit – ruda uranu a radia

Radium je mimořádně silný radioaktivní zářič, který vzniká jako produkt thoriové i uranové rozpadové řady a dále se radioaktivně přeměňuje. Jednotlivé izotopy radia vyzařují všechny druhy radioaktivního záření – paprsky alfa, beta i gama.
V čistém stavu je radium bílý, těžký, velmi reaktivní kov, který se svými vlastnostmi velmi podobá alkalickým kovům. Je nejreaktivnější z kovů alkalických zemin a reaktivitou se velmi podobá alkalickým kovům. Radium samotné nevyzařuje žádné viditelné světlo, ale částice produkované jeho radioaktivním rozpadem mohou excitovat atomy jiných prvků v okolí. Atomy dusíku ve vzduchu tak emitují modré světlo, sulfid zinečnatý září různými barvami podle obsaženého aktivátoru, nejčastěji zeleně. Reaktivita radia je natolik vysoká, že může být dlouhodobě uchováváno pouze pod vrstvou alifatických uhlovodíků (jako jsou petrolej či nafta), s nimiž nereaguje. Soli radia barví plamen sytě červeně.
Radium je velmi reaktivní a v přírodě vytváří pouze radnaté sloučeniny Ra2+. Radium reaguje za pokojové teploty s vodou i kyslíkem. Na vzduchu černá (patrně tvorbou nitridu) a zároveň se pokrývá vrstvou oxidu radnatého a peroxidu, radium je na vzduchu schopno samovolného vznícení. Je mírně reaktivnější než baryum. Při zahřátí se snadno slučuje s dusíkem na nitrid radnatý Ra3N2 a s vodíkem na hydrid radnatý RaH2 a i s mnoha ostatními prvky tvoří za vyšších teplot sloučeniny, které ale díky vysoké radioaktivitě radia nemají téměř žádný význam.

## Historický vývoj

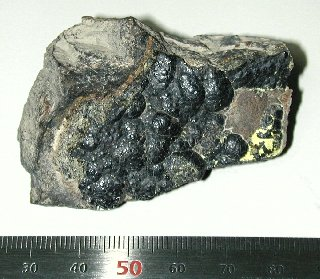
Jáchymovský smolinec

Radium bylo objeveno roku 1898 Marií Curie-Skłodowskou, jejím manželem Pierrem a Gustavem Bémontem v jáchymovském smolinci UO2, který byl v té době pouze odpad při těžbě galenitu PbS. Z této rudy se jim podařilo po mnohaletém úsilí izolovat chlorid radnatý RaCl2. Na izolaci 1 gramu chloridu radnatého spotřebovali 10 tun (10 000 000 gramů) smolince.
Objev byl založen na pozorování, že intenzita radioaktivního záření je úměrná obsahu uranu v rudě. Marie Curie-Skłodowská zjistila, že existují i nerosty, ve kterých je radioaktivní záření silnější, než by odpovídalo množství záření uranu. Z tohoto úsudku dospěla k závěru, že musí existovat i další složky uranových rud, které mají silnější záření než samotný uran. Z uranových rud izolovala v roce 1910 přes amalgám nepatrné množství čistého polonia a o něco později ve stejném roce i radium spolu s André Debiernem. Radium dostalo název z latinského radius – paprsek.
Marie Curie-Skłodowská kvůli dlouhodobému styku s radioaktivními prvky zemřela na anémii roku 1934.

## Výskyt v přírodě

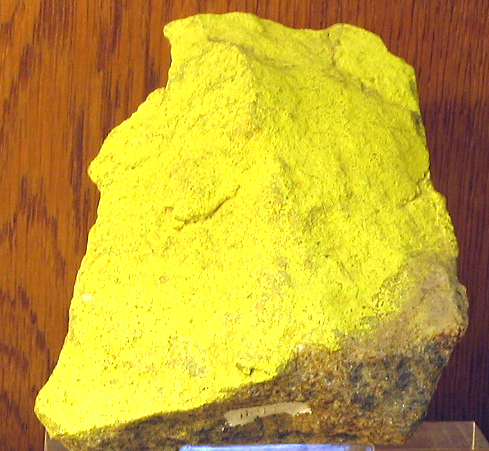
Karnotit – ruda uranu a radia

Protože všechny izotopy radia podléhají poměrně rychle dalšímu radioaktivnímu rozpadu, je obsah radia v přírodě velmi nízký. Všechny lokality s vyšším obsahem radia jsou přitom spojeny se zvýšeným výskytem uranu a thoria. V těchto rudách se radium vyskytuje v téměř neměnném poměru radia: uranu 1 : 3 000 000. Obsah radia odpovídá 10−6 ppm (parts per milion = počet částic na 1 milion částic).
Kromě oblasti Jáchymova jsou známé lokality se zvýšeným obsahem radia např. v Coloradu (karnotitové písky), v africkém Kongu a v oblasti Velkých jezer v Kanadě.
Hlavní minerál uranu – uraninit UO2 – obsahuje průměrně v 1 tuně 0,17 g radia. K dalším méně významným minerálům uranu a radia patří karnotit K2(UO2)2(VO4)2·3H2O, autunit Ca(UO2)2(PO4)2·10–12 H2O.

## Izotopy radia a radonu
V současné době je známo 34 izotopů radia, všechny jsou nestabilní a podléhají další radioaktivní přeměně. Nejvýznamnějšími jsou izotopy 226Ra s poločasem přeměny 1 600 let a 228Ra s poločasem 5,75 roku.
Při své radioaktivní přeměně vyzařují atomy radia intenzivní alfa, beta i gama záření, navíc je však značná část z nich prekurzory dalšího nebezpečného prvku – radonu. Tento plynný prvek se pak může z místa svého vzniku šířit vzduchem a při dlouhodobém styku zvyšuje riziko vzniku plicní rakoviny u exponovaných osob. Proto je nutno při stavbě obytných budov v oblastech se zvýšeným výskytem uranu a thoria v geologickém podloží dobře izolovat základy stavby a zamezit tak možnému pronikání podzemního radonu do budovy.

## Příprava, využití a rizika

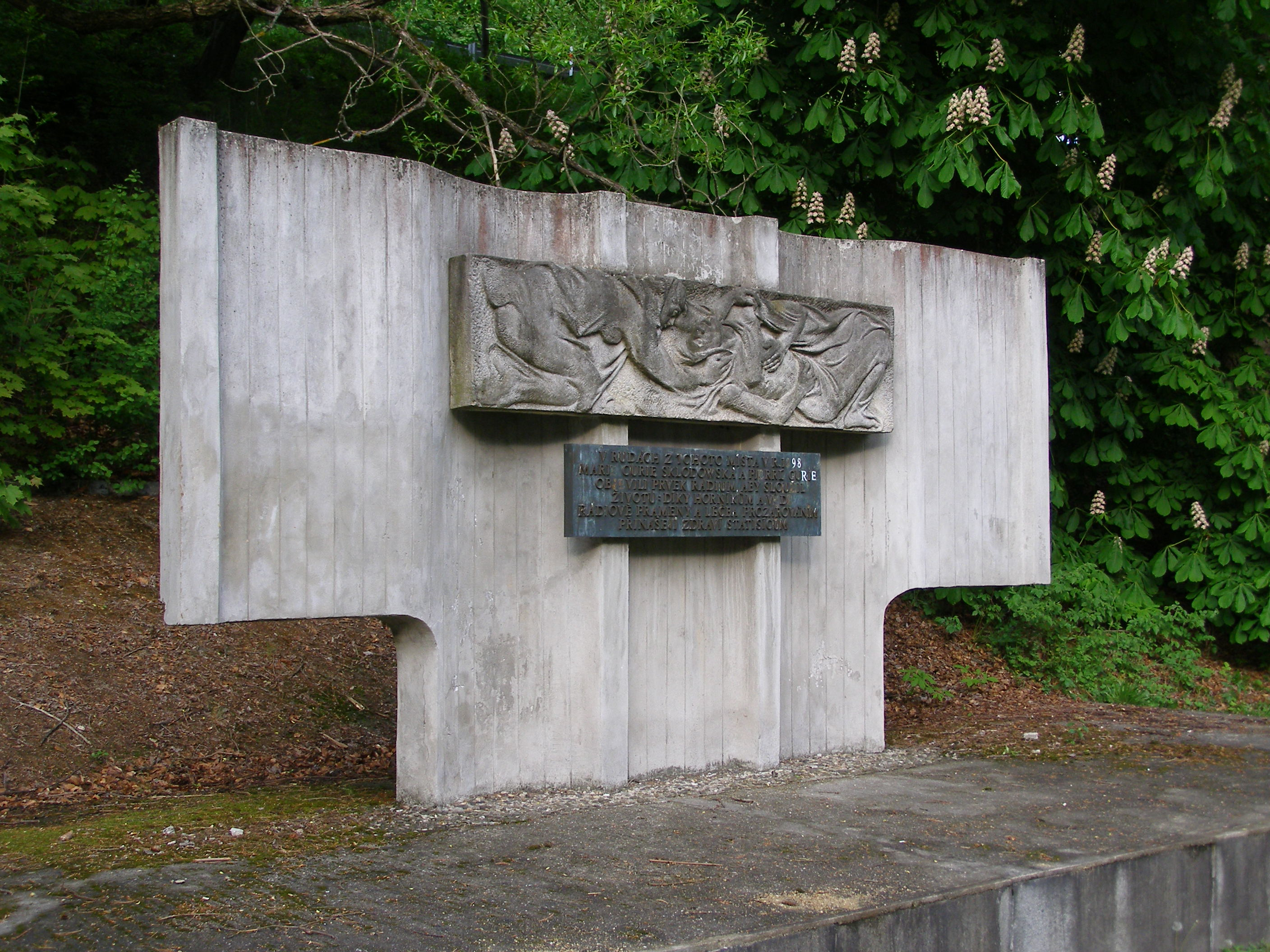
Památník objevu radia v Jáchymově

Elementární radium lze připravit elektrolytickým rozkladem chloridu radnatého. Průmyslově se vyrobí několik gramů radia ročně, což stačí pokrýt celosvětovou potřebu. Produkce sloučenin radia je pravděpodobně 100 gramů za rok.[zdroj?] Hlavními dodavateli rud s obsahem radia jsou Belgie, Kanada, Česko a Rusko.
V dřívějších dobách se při radioterapeutické léčbě rakovinných nádorů vpravovala do nádoru malá množství solí radia obvykle v podobě uzavřených zářičů tvaru jehly. Protože je známo, že rakovinné buňky jsou přednostně likvidovány radioaktivním zářením, vedl tento postup k zahubení většiny rakovinou napadených buněk ve svém okolí. V současné době se pro tuto léčbu používá spíše uměle připravených radioizotopů jako 60Co a 137Cs.
Je znám případ smrtelného rakovinného onemocnění stovek žen, které pracovaly v továrně vyrábějící náramkové hodinky. Na ciferníky těchto hodinek se tenkým štětcem nanášelo barvivo s obsahem radia, které pak ve tmě světélkovalo (luminiscence). Dělnice občas olízly špičku štětce, aby ji udržely dokonale ostrou. Mnoho z nich v následujících letech zemřelo na rakovinu hrtanu, štítné žlázy a nádory v ústní dutině.

## Sloučeniny
Všechny sloučeniny radia se velmi podobají sloučeninám barya, pouze soli radia jsou o něco rozpustnější než barnaté a všechny soli radia jsou silně radioaktivní.
- Oxid radnatý RaO
- Hydroxid radnatý Ra(OH)2
- Fluorid radnatý RaF2
- Chlorid radnatý RaCl2
- Bromid radnatý RaBr2
- Jodid radnatý RaI2
- Nitrid radnatý Ra3N2
- Dusičnan radnatý Ra(NO3)2
- Uhličitan radnatý RaCO3
- Síran radnatý RaSO4

## Cena radia
Lékařské využívání v první polovině 20. století vedlo k obrovskému růstu cen radia. Produkce pouhých 2 g ročně stačila před 1. světovou válkou k prosperitě uranových dolů v Jáchymově. Po nálezu kargonitu v Utahu se světová výroba zvýšila na 10 g. V roce 1921 věnovaly americké ženy Marii Curie 1 g radia v ceně 250 000[zdroj?] dolarů. V roce 1922 byla nalezena ložiska v Belgickém Kongu a výroba stoupla během tří let na 25 g. Roku 1929 už klesla cena gramu radia na 50 000 dolarů. Objev ložisek uranu v Kanadě roku 1930 pak stlačil cenu několikanásobně níže. Dnes není radium prakticky užíváno a o jeho případné ceně lze tedy jen spekulovat. Využívá se produkt radioaktivního rozpadu radia – radonové vody, například v lázeňských budovách v Jáchymově.